# Giulia Montanarini
Giulia Montanarini (Roma, 13 febbraio 1976) è un'attrice, showgirl, ex modella ed ex nuotatrice italiana.

## Biografia
Da giovanissima pratica nuoto a livello agonistico per quasi otto anni, riuscendo anche a stabilire un nuovo record mondiale nel 1993 durante i Campionati europei e mondiali di nuoto per salvamento. Dopo questo successo sportivo ha iniziato a lavorare nel campo della moda, sfilando per diversi anni come modella e comparendo in alcune pubblicità televisive e su carta stampata (Gran Biscotto della Rovagnati, Omnitel, Oppio Jeans della Chiarugi, ecc.). Nel 1994 partecipa a Miss Italia. Nel 1996 vince il titolo di Miss Ragazza Vip 1996, nel concorso di bellezza organizzato dal settimanale Vip della Piscopo Editore.
Nel 1999 entra a far parte del primo gruppo di Letterine del gioco-quiz preserale di Canale 5, Passaparola, condotto da Gerry Scotti. Nello stesso anno fa parte del corpo di ballo di Ciao Darwin, sempre su Canale 5. Nel 2000 è una delle spintarelle della trasmissione Mediaset Beato tra le donne e successivamente in Rai fa parte del corpo di ballo di Carramba che fortuna su Rai 1. Nel 2001 è a teatro con la compagnia del Bagaglino con Tutte pazze per Silvio (regia di Mario Castellacci e Pier Francesco Pingitore) e l'anno seguente, sempre con la compagnia del Bagaglino, è una delle prime ballerine (insieme a Pamela Prati, Angela Melillo e Ramona Badescu) del programma Marameo in onda su Canale 5, trasmissione che la rende nota anche al grande pubblico. Sempre nel 2002 recita nel film Per finta e per Amore di Marco Mattolini con Remo Girone.
Nella stagione 2003-04 è di nuovo in Rai, dove presenta su Rai 2 Compagni di scuola, insieme a Pino Insegno e Antonella Mosetti. Nello stesso periodo è nel cast di Il paradiso all'improvviso, di Leonardo Pieraccioni, e di Natale in India, per la regia di Neri Parenti con Massimo Boldi e Christian De Sica, film usciti al cinema in contemporanea pochi giorni prima del Natale 2003 e che come incassi saranno rispettivamente al primo e al quinto posto della stagione. Nella primavera del 2005 partecipa alla seconda edizione del reality show La fattoria, in onda su Canale 5, venendo però eliminata nel corso della semifinale con il 78% dei voti. Sempre nello stesso anno ha posato insieme ad altre 12 showgirl (Eleonora Daniele, Anna Safroncik, Denny Méndez, Antonella Mosetti, Miriana Trevisan, Benedicta Boccoli, Elisabetta Gregoraci, Janet De Nardis, Roberta Faccani, Elena Barolo, Antonella Elia, Angelica Russo) per il calendario Woman for Planet 2006, realizzato dal fotografo Enrico Ricciardi e venduto in allegato alla rivista lifestyle GOO!, parte del cui ricavato è stato devoluto all'associazione ambientalista forPlanet (presieduta dalla presentatrice Tessa Gelisio) per la tutela delle foreste della Bolivia.
Nel 2008 ha posato per un calendario sexy. Nel 2011 ha partecipato al reality pomeridiano di Canale 5 Uomini e donne sia nell'edizione primaverile che in quella autunnale: il suo ruolo era quello della "tronista". Nell'estate 2012 ha partecipato a Blu Blu Beach, reality show in onda sul canale La3 di Sky Italia. Dal settembre 2012 torna in televisione recitando in SPA, una sit-com diretta e prodotta da Gianfranco Nullo trasmessa su Italia 1 e Italia 2. Il 17 febbraio 2013 ha partecipato alla puntata domenicale del programma Avanti un altro!.

## Vita privata
Si è sposata una prima volta nel 2000, ma dopo quattro anni si è separata dal marito. Dopo una relazione col calciatore Lorenzo Amoruso, si è sposata con il centrocampista del Monza Luisito Campisi, da cui si è separata poco dopo; successivamente, ha una relazione di breve durata nata all'interno del programma Uomini e donne.
Dal 2015 è legata al medico odontoiatra Gianmaria Papa da cui ha avuto, il 9 luglio 2020, la sua prima figlia, Alice.

## Filmografia

### Cinema
- Per finta e per amore, regia di Marco Mattolini (2002)
- Il paradiso all'improvviso, regia di Leonardo Pieraccioni (2003)
- Natale in India, regia di Neri Parenti (2003)
- Una semplice verità, regia di Cinzia Mirabella (2018)

### Televisione
- Un ciclone in famiglia – serie TV (2008)
- SPA – serie TV (2012)

### Cortometraggi
- Il gioiello, regia di Stefano Calvagna (2006)

## Teatro
- Tutte pazze per Silvio, di Mario Castellacci e Pier Francesco Pingitore, con la compagnia del Bagaglino (2001)
- Aularia, di Aldo Giuffré, con Lello Arena (2003)

## Programmi televisivi
- Miss Italia (Rai 1, 1994) Concorrente
- Passaparola (Canale 5, 1999) Letterina
- Ciao Darwin (Canale 5, 1999) Ballerina
- Beato tra le donne (Canale 5, 2000) Spintarella
- Carramba che fortuna (Rai 1, 2000) Ballerina
- Marameo (Canale 5, 2002) Primadonna
- Compagni di squola (Rai 2, 2003) Co-conduttrice
- La fattoria (Canale 5, 2005) Concorrente
- Capodanno Cinque (Canale 5, 2010) Opinionista
- Uomini e donne (Canale 5, 2011) Tronista
- Blu Blu Beach (La3, 2012) Concorrente

## Riconoscimenti
- Festival di Castel Volturno
  - 2018 – Migliore attrice protagonista per Una semplice verità

- Villammare Film Festival
  - 2018 – Premio 105 TV alla migliore attrice per Una semplice verità